# ジョー・ピューマ
ジョー・ピューマ（Joe Puma、1927年8月13日 - 2000年5月31日）は、アメリカのジャズ・ギタリストである。
ピューマはニューヨークのブロンクスで生まれた。最初のプロとしての経験は、1949年から1950年にかけてのジョー・ローランドとの活動となる。彼はサイ・コールマンが率いるバンドでも演奏を行っている。1950年代になると、数多くのジャズ・ミュージシャンのためにセッション・ミュージシャンとして活動した。その中には、ルイ・ベルソン、アーティ・ショウのグラマシー・ファイヴ、エディ・バート、ハービー・マン、マット・マシューズ、クリス・コナー、ポール・クイニシェット、リー・コニッツ、ディック・ハイマンなどが含まれている。また、この時点でリーダーとして広範囲にレコーディングを行った。1960年代には、モーガナ・キング、ボビー・ハケット、ゲイリー・バートン、カーメン・マクレエと仕事をし、1972年から1977年の間に、彼とチャック・ウェインとでアンサンブルを率いた。彼は、1990年代後半まで演奏と音楽の指導を続けた。

## 栄誉
1957年、彼は『メトロノーム』誌から、ギター・ニュー・スター賞を受賞した。

## ディスコグラフィ

### リーダー・アルバム
- 『イースト・コースト・ジャズ・シリーズ VOL.3』 - Joe Puma (1954年)
- 『ワイルド・キッテン』 - Wild Kitten (1957年)
- 『フォーモスト・ギターズ』 - The Fourmost Guitars (1957年) ※with ジミー・レイニー、チャック・ウェイン、ディック・ガーシャ
- 『ジャズ』 - Jazz (1958年) ※with ビル・エヴァンス
- Like Tweet: Jazz Versions of Authentic Bird Calls (1961年)
- 『インターアクションズ』 - Interactions (1974年) ※with チャック・ウェイン
- Shining Hour (1987年) ※with ホッド・オブライアン、レッド・ミッチェル
- It's a Blue World (1999年) ※with マレイ・ウォール、エディ・ロック

### 参加アルバム
ルイ・ベルソン
- The Amazing Artistry of Louis Bellson (1954年)
- The Exciting Mr. Bellson (1954年)
- Skin Deep (1955年)

クリス・コナー
- 『ジス・イズ・クリス』 - This Is Chris (1955年)
- 『クリス』 - Chris (1956年)
- 『ガーシュウィン・ソングブック』 - Chris Connor Sings the George Gershwin Almanac of Song (1957年)
- 『ジャズ・デイト・ウィズ・クリス・コナー』 - A Jazz Date with Chris Connor (1958年)

モーガナ・キング
- Stretchin' Out (1978年)
- Looking Through the Eyes of Love (1981年)
- Portraits (1984年)
- This is Always (1994年)

ハービー・マン
- 『フラミンゴ』 - Flamingo (1955年)
- 『ハービー・マン・プレイズ』 - Herbie Mann Plays (1956年)
- 『ラヴ・アンド・ザ・ウェザー』 - Love and the Weather (1956年)
- 『ハービー・マン - サム・モスト・クインテット』 - The Herbie Mann-Sam Most Quintet (1956年)
- 『フルート・スフレ』 - Flute Soufflé (1957年)
- Flute Flight (1957年)
- Salute to the Flute (1957年)
- 『ヤードバード・スイート』 - Yardbird Suite (1957年)
- 『ザ・ジャズ・ウィ・ハード・ラスト・サマー』 - The Jazz We Heard Last Summer (1957年) ※with サヒブ・シハブ
- Sultry Serenade (1958年)
- Gone Native (1961年)

アーティ・ショウ
- Artie Shaw and His Gramercy Five Album #3 (1954年)
- Artie Shaw and His Gramercy Five Album #4 (1955年)
- The Last Recordings Rare & Unreleased (1991年)
- More Last Recordings: The Final Sessions (1993年)

その他
- エディ・バート : 『アンコール』 - Encore (1955年)
- ヴィニー・バーク : The Vinnie Burke All-Stars (1956年)
- ゲイリー・バートン : 『サウンド・オブ・ミュージック』 - The Groovy Sound of Music (1964年)
- キャンディド : 『狂熱のリズム』 - Candido (1956年)
- キャンディド : 『イン・インディゴ』 - In Indigo (1958年)
- キング・カーティス : 『ハヴ・テナー・サックス、ウィル・ブロウ』 - Have Tenor Sax, Will Blow (1959年)
- ドン・エリオット : The Don Elliott Quintet (1954年)
- ボブ・ギブソン : Ski Songs (1959年)
- ディック・ハイマン : Swings Music from Whoop-Up (1959年)
- ディック・ハイマン : Strictly Organ-ic! (1960年)
- ピーター・インド : Looking Out (1960年)
- スティーヴ・レイシー : The Complete Whitey Mitchell Sessions
- マット・マシューズ : 『モダン・アート・オブ・ジャズVol.2』 - The Modern Art of Jazz by Mat Mathews (1956年)
- カーメン・マクレエ : 『ウーマン・トーク〜ライヴ・アット・ヴィレッジ・ゲイト』 - Woman Talk (1966年)
- ヘレン・メリル : 『チェイシン・ザ・バード〜シングス・ガーシュイン』 - Chasin' the Bird (1980年)
- ホワイティ・ミッチェル :  Whitey Mitchell Sextette (1956年)
- マーティ・ナポレオン : Marty Napoleon and His Music (1958年)
- ベルナール・ペイフェ : 『バーニーズ・チューン』 - Bernie's Tunes (1956年)
- ジョー・ローランド : 『ジョルティン・ジョー』 - Joltin' Joe Roland (1955年)
- キャロル・スローン : 『ライヴ・ウィズ・ジョー・ピューマ』 - Carol Sloane Live (1984年、Baybridge)
- ラルフ・シャロン : Easy Jazz Ralph Sharon's All-Star Sextet (1955年)
- スー & ラルフ・シャロン : 『ミスター&ミセス・ジャズ』 - Mr & Mrs Jazz (1957年)
- ロイ・スメック : 『ザ・マジック・ウクレレ・オブ・ロイ・スメック』 - The Magic Ukulele of Roy Smeck, Wizard of the Strings (1959年)
- カービー・ストーン・フォー : Frank Loesser's Broadway Hit Guys & Dolls (1962年)
- チャールズ・トンプソン : Rockin' Rhythm (1961年)
- ウォーレン・ヴァシェ : Horn of Plenty (1993年)
- マル・ウォルドロン : Soul Eyes: The Mal Waldron Memorial Album (2003年)
- ウェブスター・ヤング : 『フォー・レディ』 - For Lady (1957年)
- Various Artists : Blues of Summer (2000年)